# سعيد أباد (مراغة)
سعيد أباد هي قرية في مقاطعة مراغة، إيران. يقدر عدد سكانها بـ 193 نسمة بحسب إحصاء 2016.